# مجنحة شاروف
مجنحة شاروف (تسمية ثنائية:†Sharovipteryx) (عرفت حتى عام 1981 تحت اسم «مجنحة قدمية» Podopteryx) هي جنس من الزواحف المنزلقة المبكرة التي تحتوي على نوع واحيد هو مجنحة شاروف الرائعة (Sharovipteryx mirabilis). وهي معروفة من أحفورة واحدة وهي المنزلقة الوحيدة التي تحتوي على غشاء يحيط بالحوض بدلاً من حزام الصدر. تم العثور على هذه الزواحف الشبيهة بالعظاءة في عام 1965 في تكوين ماديجن في دزايلاوتشو، على الحافة الجنوبية الغربية لوادي فرغانة في قيرغيزستان، في ما كان آنذاك الجزء الآسيوي من الاتحاد السوفييتي. يعود تاريخها إلى منتصف فترة الثلاثي المتأخر (قبل حوالي 225 مليون سنة).